# Sandrine Dole
Sandrine Dole (1976) è una designer francese.

## Biografia
Sandrine Dole nasce in Francia nel 1976. Dopo una formazione nel 1996 in design grafico, si laurea nel 2001 in creazione industriale a Parigi con una tesi in design interculturale dal titolo Celui qui tisse les liens. La sua tesi si focalizza sulle tecniche di cucina in Camerun, la produzione di pentole e sulla creazione di un progetto di strumentazione da cucina per ristoratrici di strada camerunesi. Lavora in Camerun tra il 1999 e il 2007.
Nel 2006 si trasferisce a Marrakech, dove attualmente vive. Il suo lavoro è esposto all'interno del Salon du design della Biennale di Dakar del 2000, in Design made in Africa (2004-2007) e in New Africa (2007-2009). Nel 2007 contribuisce ad una conferenza all'ENA Ecole national d'architecture del Marocco. Nel 2010 è relatrice nella conferenza Design au choix! durante la Biennale di Dakar e nello stesso anno espone a Dakar durante la terza edizione del Festival Mondial des Arts Nègres.

### Attività
L'attività di Sandrine Dole si concentra sul design producendo prodotti, ricerche, design di interni, allestimenti, grafica (siti, loghi, design grafico di pubblicazioni, video, fotografie) e corsi di formazione.
Nel 2003 collabora alla realizzazione del workshop Bessengue City e all'avviamento di ArtBakery promossi a Douala dall'artista Goddy Leye. Dal 2003 al 2011 Sandrine Dole collabora con l'architetto Danièle Diwouta-Kotto alla realizzazione della pubblicazione Suites architecturales: Kinshasa, Douala, Dakar producendo le fotografie nelle tre città e l'impaginazione.

#### Design e allestimenti

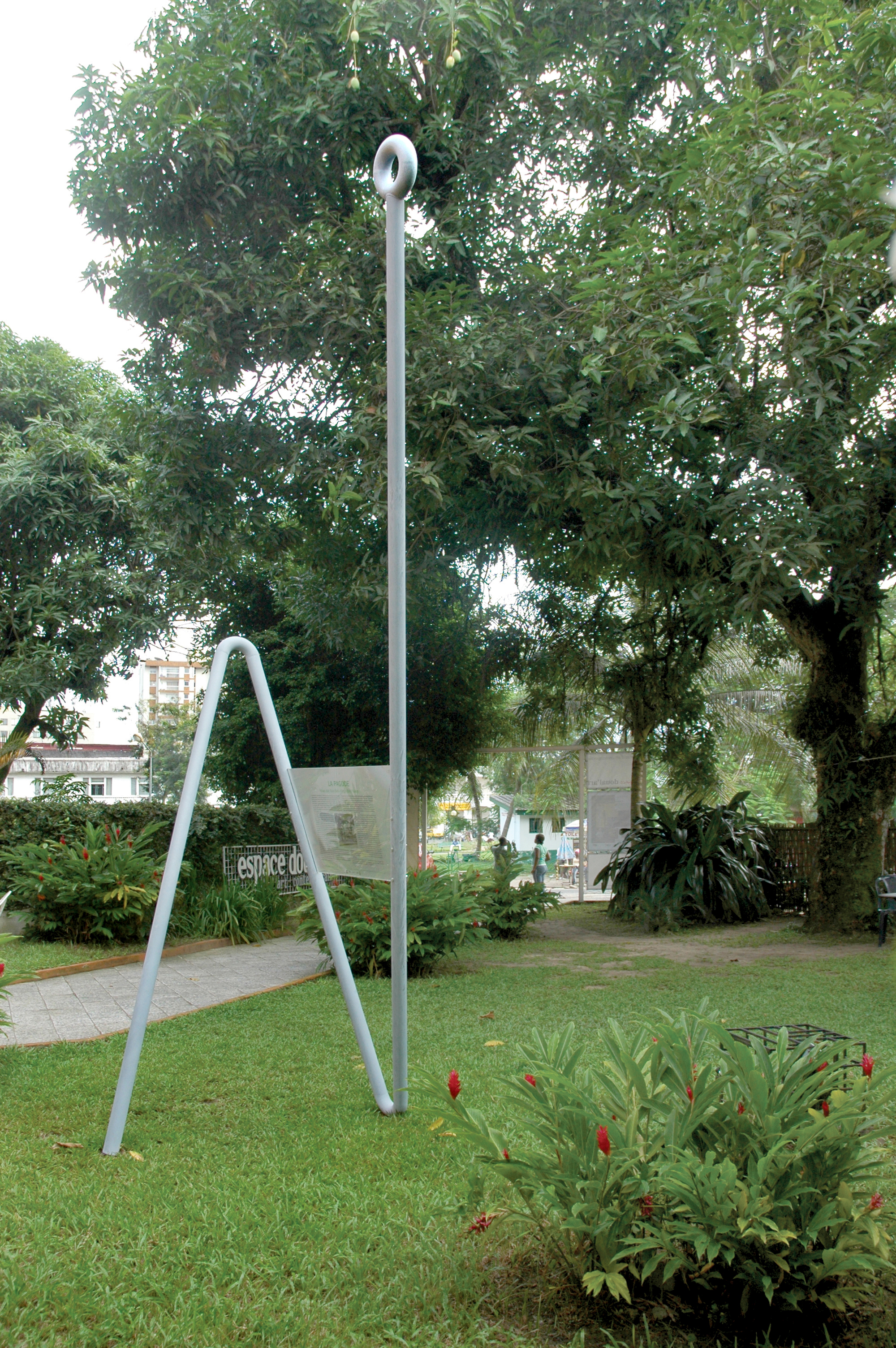
Un arco della memoria realizzato all'interno del progetto Douala città d'arte e di storia.

L'approccio al design di Sandrine Dole si concentra sull'analisi dei processi di produzione artigianali e semi-industriali locali e sui modi per potenziare queste produzioni creando nuovi prodotti o rinforzando i prodotti esistenti. I suoi progetti partono da un'accurata analisi sul campo e dalla conoscenza in prima persona di materiali e di tecniche di produzione (legno, metallo, ceramica, cuoio, cotone, rafia…). 
Lavorando in particolare in Camerun e Marocco, i progetti di Sandrine Dole sono realizzati per diversi tipi di committenti: privati, aziende, associazioni, centri culturali e d'arte, artisti, architetti, organizzazioni di cooperazione allo sviluppo ed enti internazionali. Un caso particolare è il progetto Resto-rue concepito specificatamente per ristoratrici di strada. La collaborazione con committenti diversi produce progetti trasversali che hanno punti di contatto con l'artigianato, le arti visive, l'architettura, il commercio equo-solidale, il riciclaggio e il recupero di materiali di scarto, la valorizzazione di tecniche e materiali tradizionali e la professionalizzazione del settore del design in Africa e Nord Africa.
- Pat'a mambo, 1999. Design di interni e linea di mobili per Alliance française di Bangui, realizzata in Camerun per il Cabinet d'Architetture Diwouta di Danièle Diwouta-Kotto. Il progetto è stato presentato alla Biennale di Dakar del 2000[5].
- Resto-rue, 2001-2002. Strumentazione da cucina realizzata per potenziare e professionalizzare i restaurant de rue (ristoranti di strada), attività del settore informare in Camerun. Il progetto è stato realizzato con una borsa di Queslen-Cnam e FIPC-Unesco[6].
- 2004. Design di interni e linea di mobili per Création + in Camerun.
- Allestimento dell'esposizione di design Fil conducteur, 2005. Progetto realizzato per il Centro culturale francese di Douala[7].
- Pidgin, 2004-2007. Collezione di ceramiche realizzata per Akkal in Camerun e Marocco[8]. La collezione è stata esposta all'interno dell'esposizione internazionale itinerante Made in Africa[1].
- Croisée, 2005-2007. Collezione di mobili realizzata in Camerun.
- L'Ombre verte, Collezione di mobili in edizione limitata per Akkal realizzati in Camerun e Marocco. Questa serie di mobili nascono per creare ambienti vegetali.
- L'Arche, 2006-2007. Segnaletica urbana per siti storici realizzata a Douala all'interno del progetto Douala ville d'art et d'histoire promosso da doual'art[9].
- Brique de vert, 2008. Collezione di vasi da giardino impilabili e realizzati in Marocco.
- Dar Maalma II, 2009. Allestimento della fiera di artigianato promossa dall'associazione Bouregreg in Marocco.
- Trait d'union, 2009. Collezione di prodotti per la casa e di moda realizzati in Madagascar all'interno del programma Madacraft d'Ethnik.org et Planetfinance.
- Allestimento di due stand del SIAO Salone dell'artigianato di Ouagadougou in Burkina Faso, 2010. Gli allestiment sono stati realizzati per il programma RC-Tec di Safem-APCM-Guilde-Ethnik.org.
- Contrast city, 2011. Collezione di prodotti per la casa realizzati in caucciù di recupero e creati attraverso una filiera di commercio equo in Marocco.

#### Attività didattica
Le attività didattiche di Sandrine Dole sono orientate alla professionalizzazione di artigiani e al potenziamento delle loro produzioni. Sandrine Dole ha tenuto corsi e realizzato strumenti di formazione in Camerun, Marocco e Niger su commissione di UNESCO, Association Bouregreg, ADS, Artisancoonect, Fondazione Zakoura, ITC-ONU, RC-Tec du Safem-Guilde-APCM-Ethnik.org.